# Setirostris eleryi
Mormopterus eleryi — вид кажанів родини молосових. Дрібний комахоїдний кажан. Ці кажани легкого піщаного кольору на спині і трохи світлішого знизу, досягають ваги до 6 грамів.